# Eltville am Rhein
Eltville am Rhein település Németországban, Hessen tartományban. Lakosainak száma 17 040 fő (2023. december 31.).

## Fekvése
A Rheingaui borvidék kapujában, Wiesbadentől kissé délnyugatra, a B 42-es út mellett fekvő település.

## Története
Eltville ősi frank település, melynek neve latinul Alta Villa, magas hely jelentésű. Eltville a Rheingau legnagyobb városa, mely a középkorban a mainzi választófejedelem nyári székhelye volt.
A Rajna melletti festői városka egykori, 1487-ben épült érseki palotájából mára már csak a nagyméretű öregtorony (Bergfried) áll, melyben jelenleg Gutenberg emlékterem található. Itt Eltville-ben élt ugyanis egy ideig a könyvnyomtatás feltalálója.

## Nevezetességek
- Katolikus plébániatemplom (Pfarrkirche) – a 14-15. században épült, a hesseni gótikus építőművészet szép alkotásainak egyike. A torony csarnokrészében az 1400 körüli időkből való jó állapotban megmaradt falfestmények láthatók.
- Gutenberg emlékterem

## Itt születtek, itt éltek
- Johannes Gutenberg, a könyvnyomtatás feltalálója, itt élt egy ideig a városban.

## Galéria

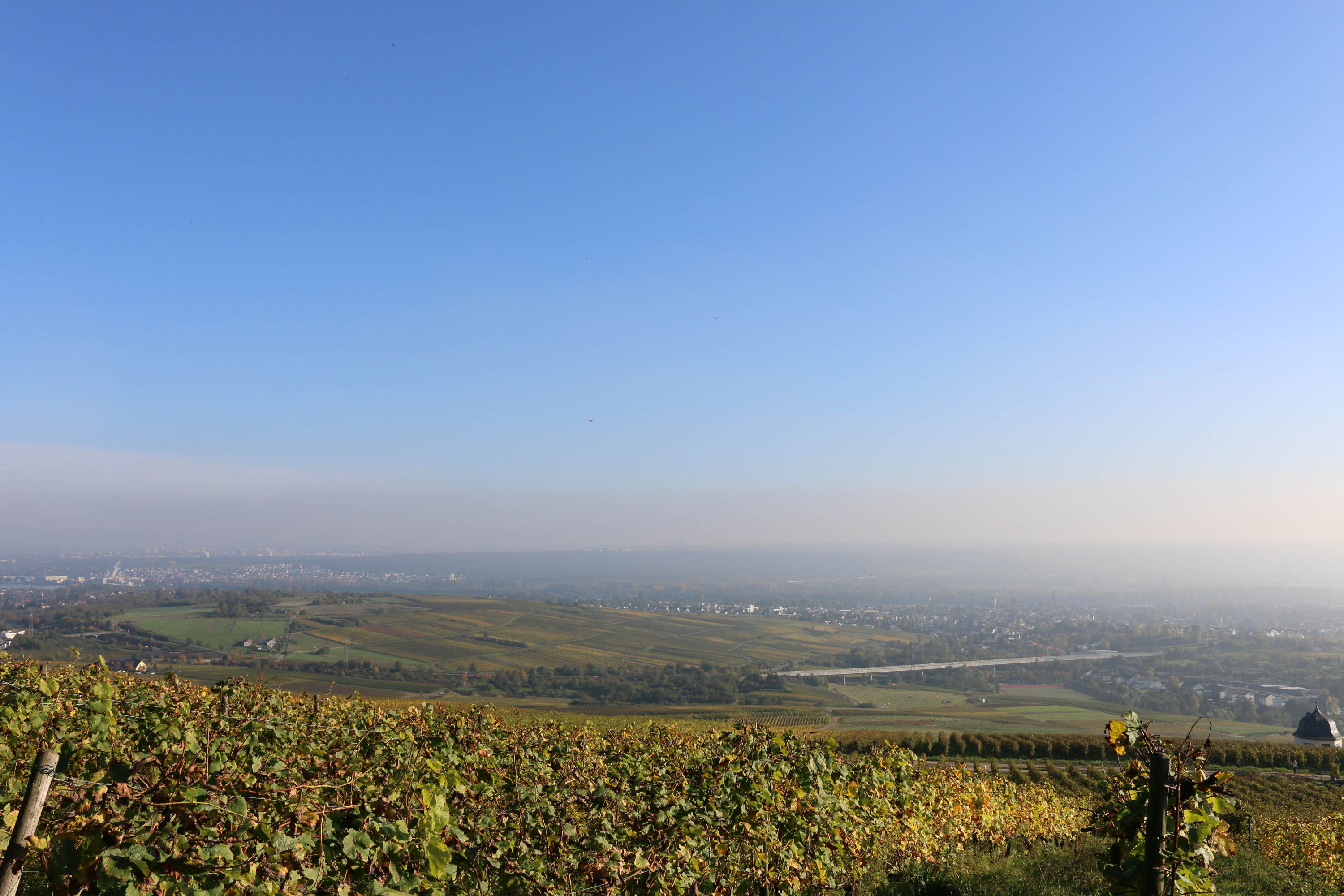
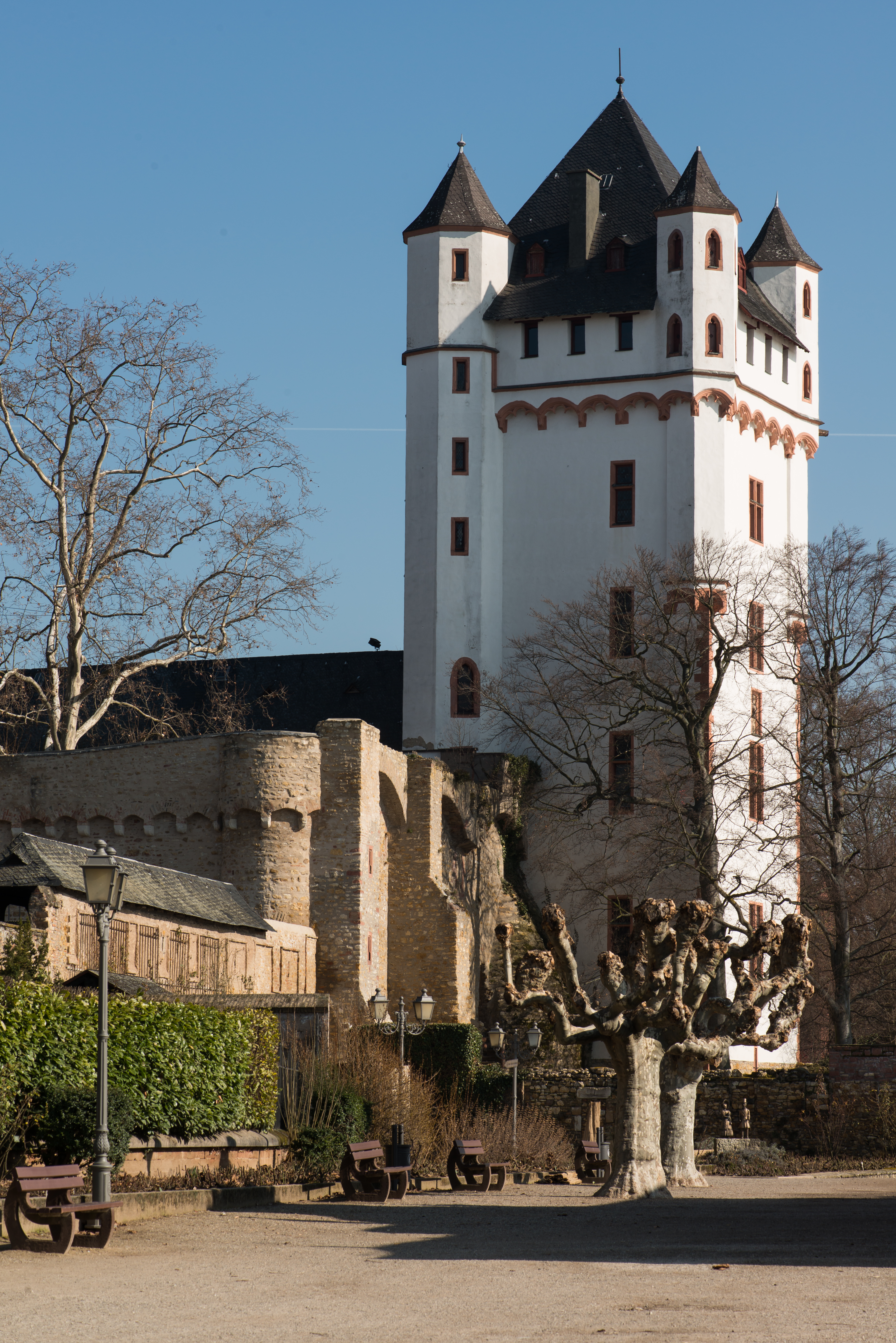
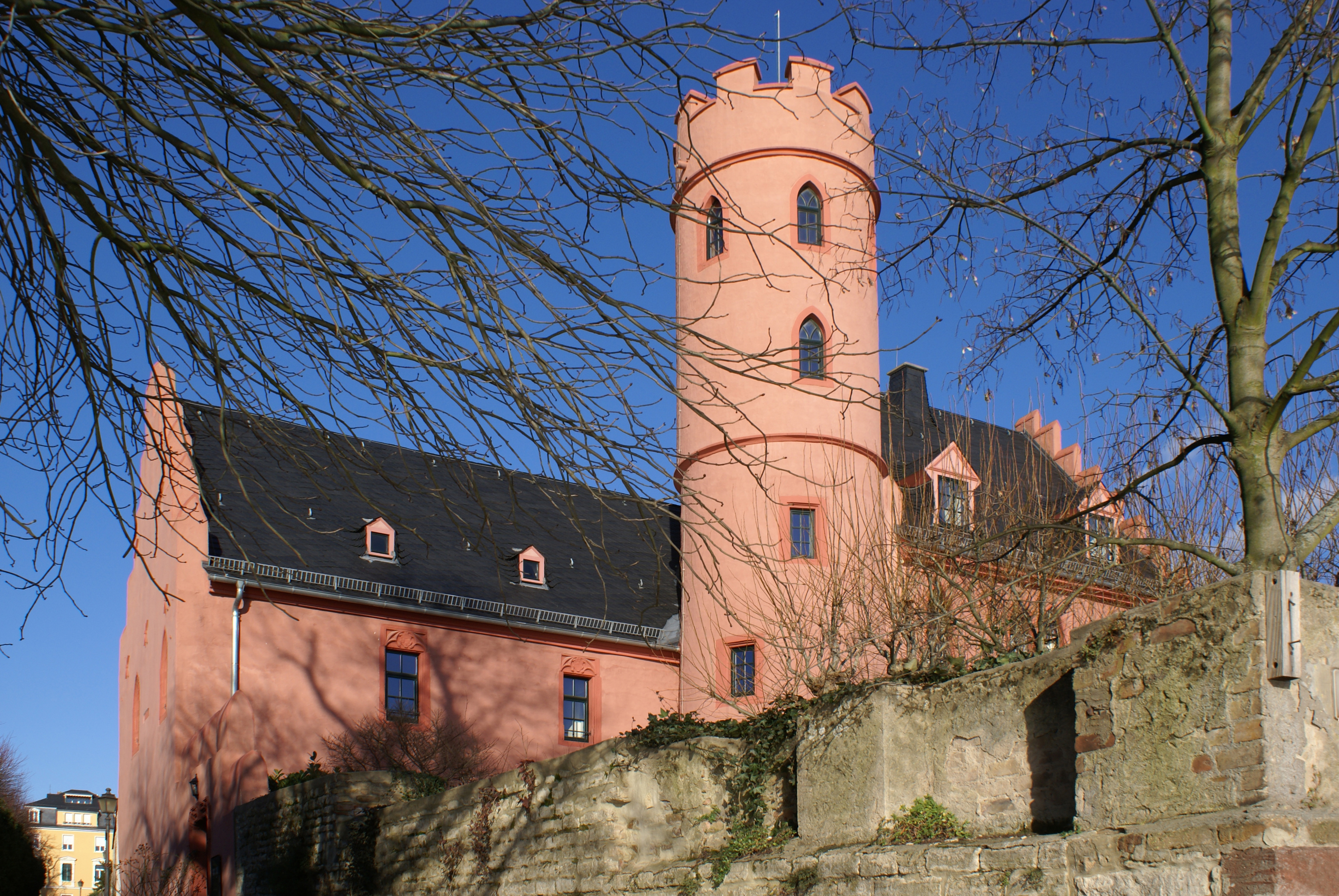
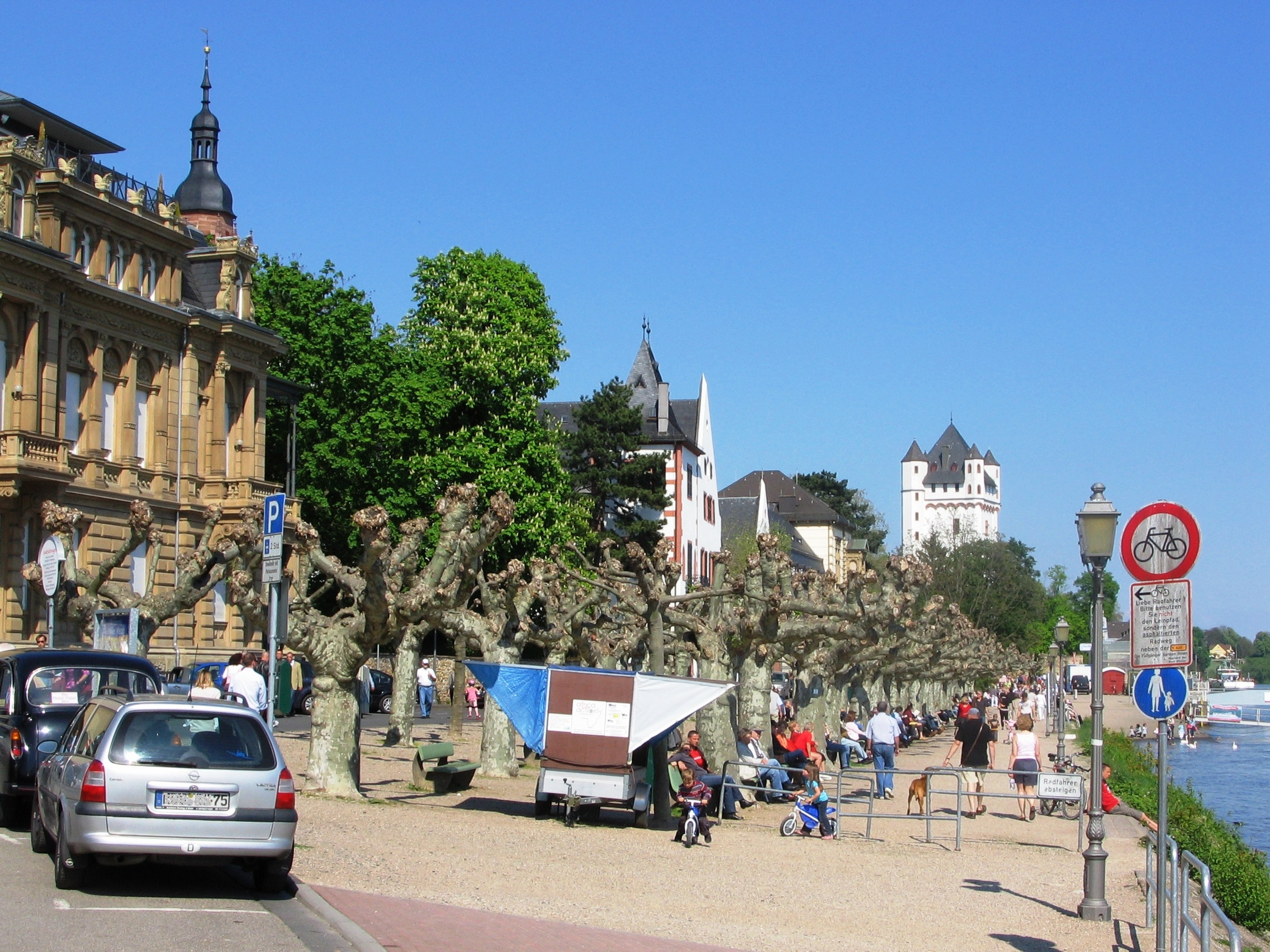
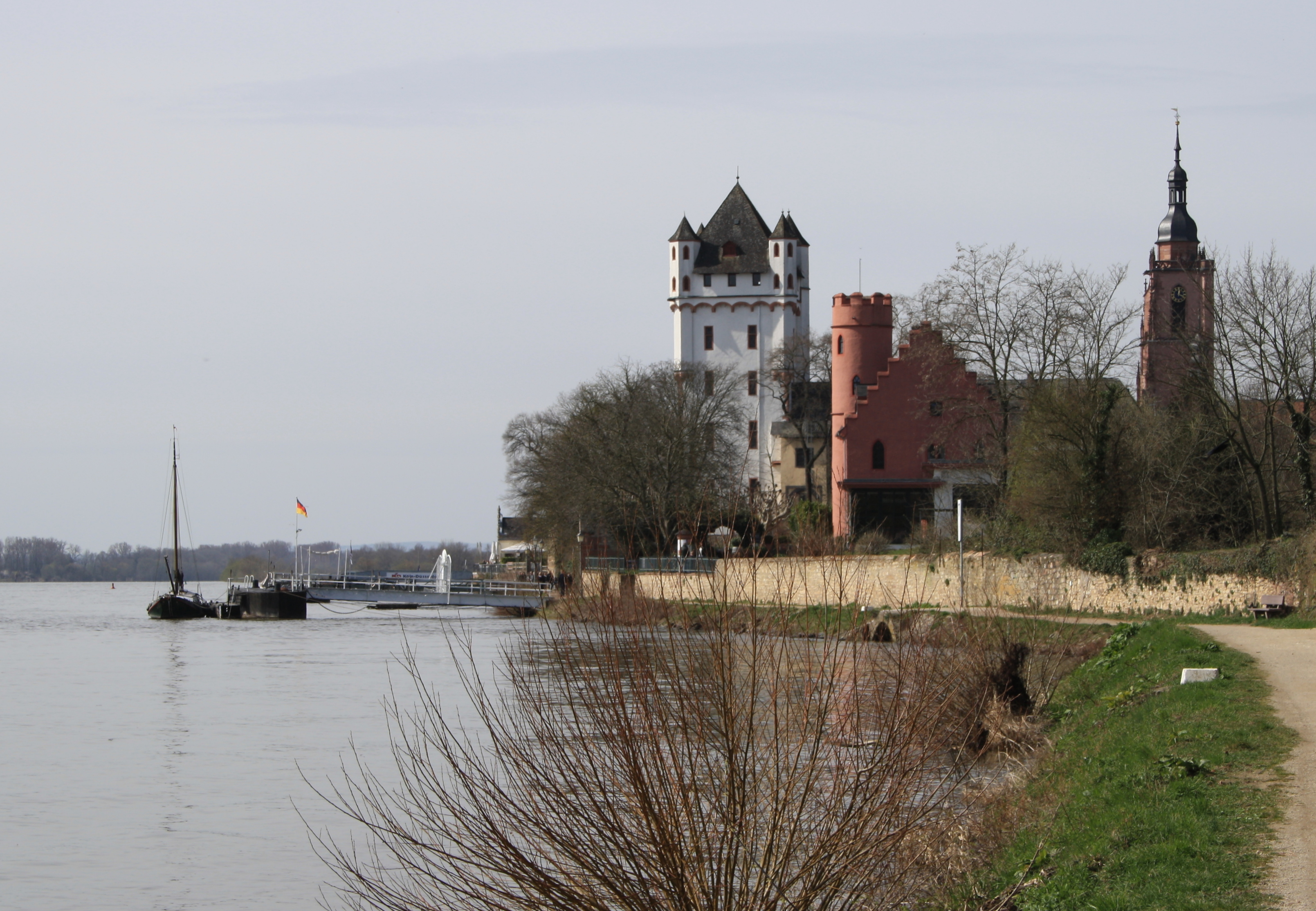
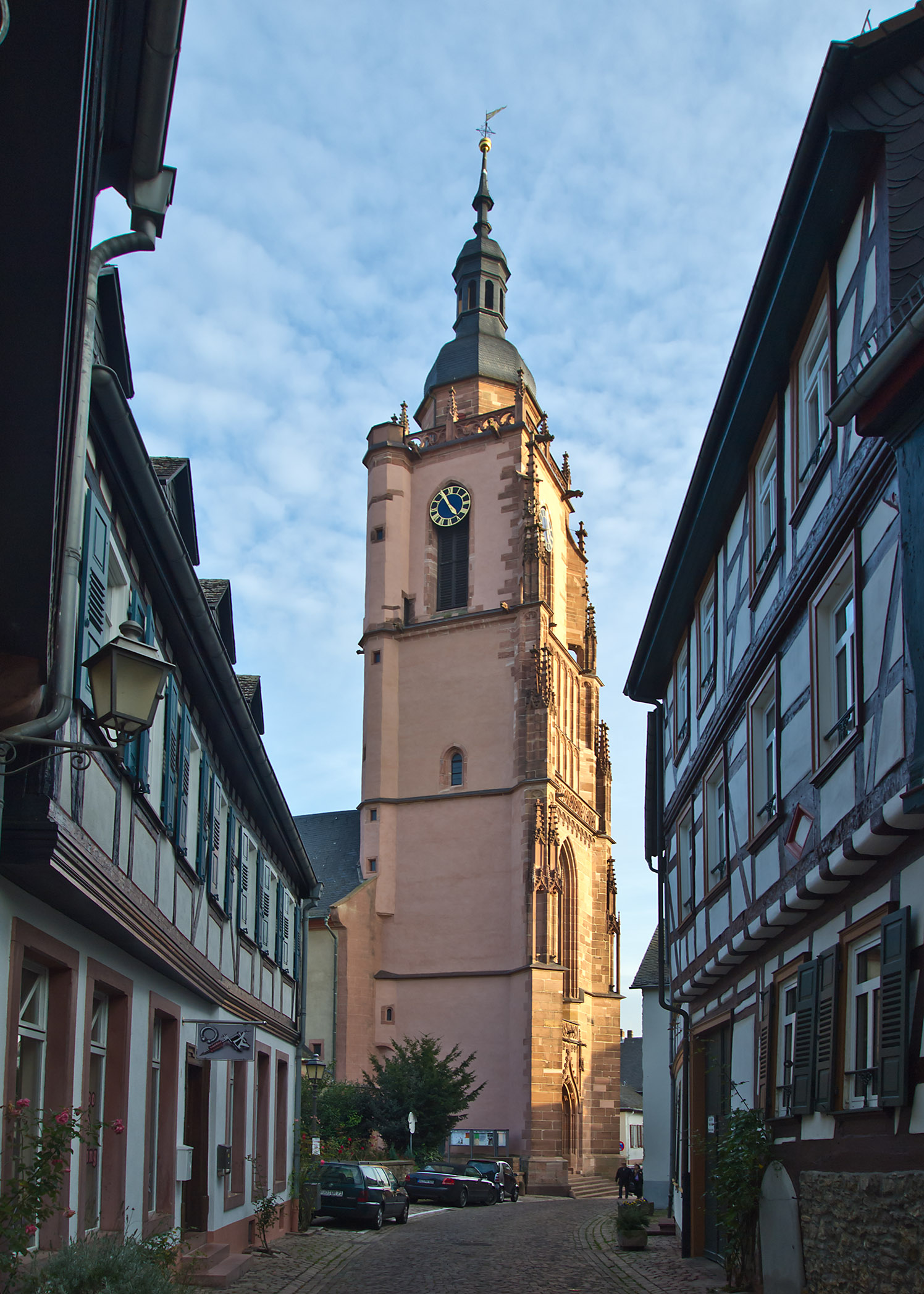
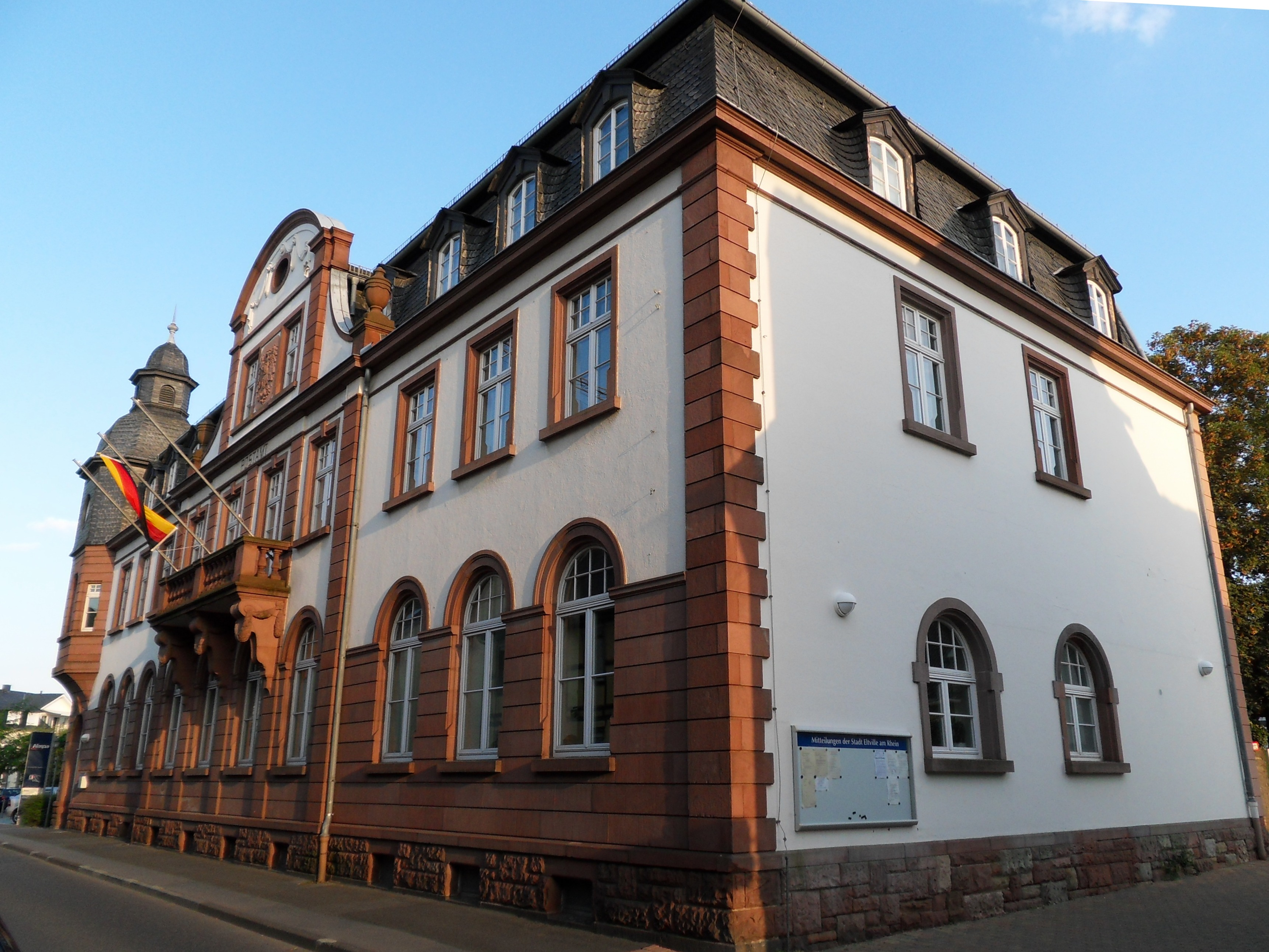
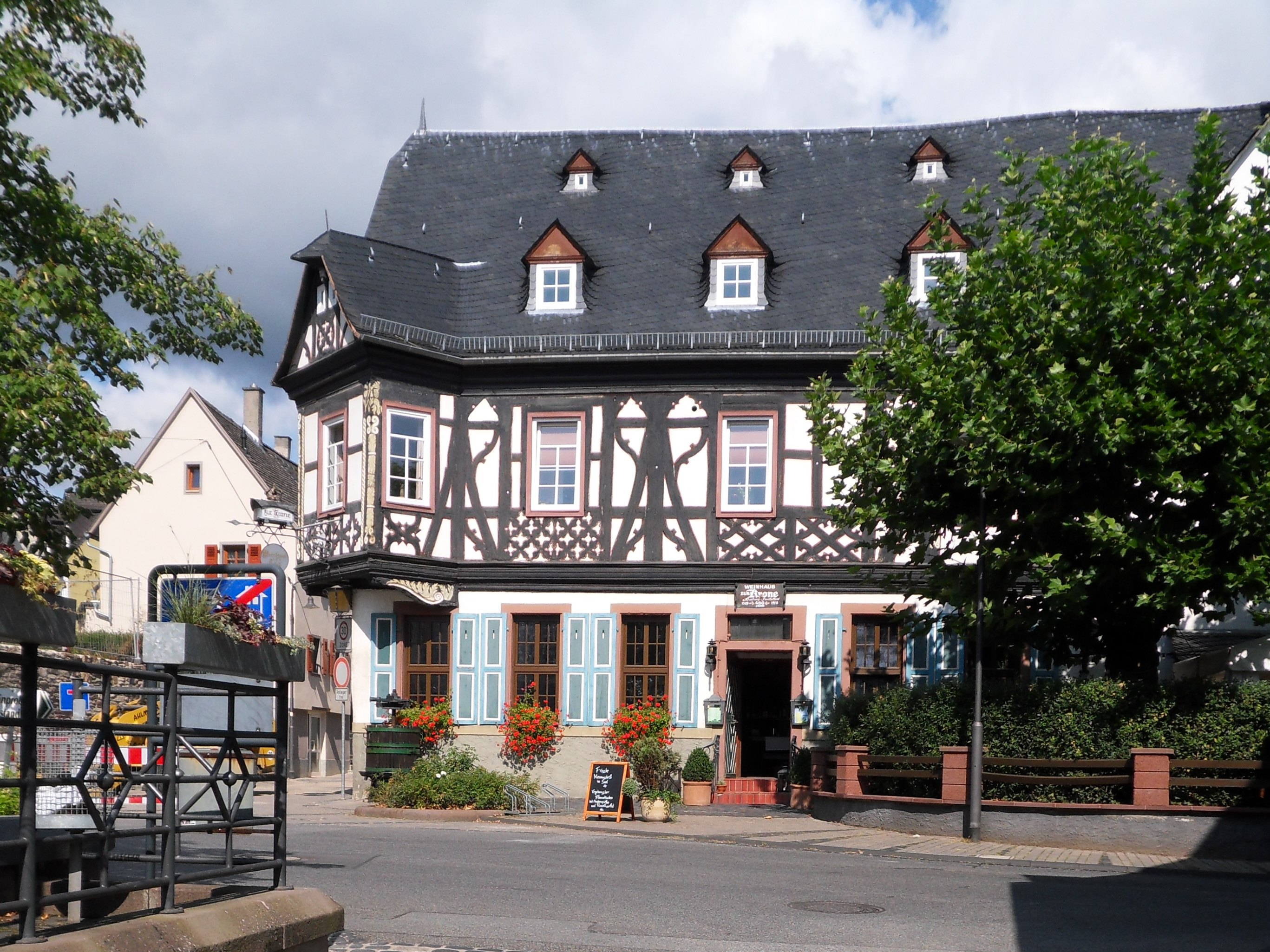
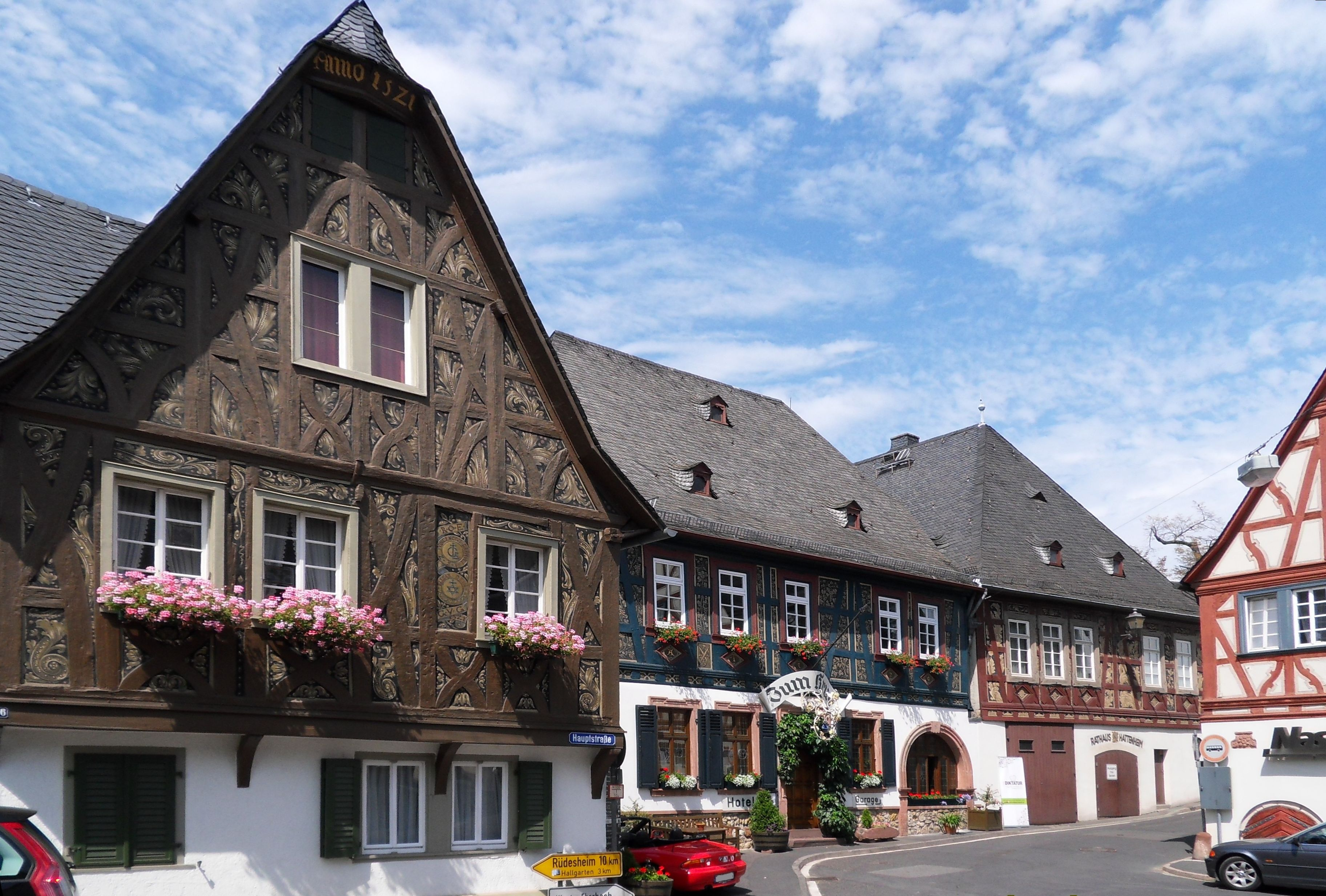
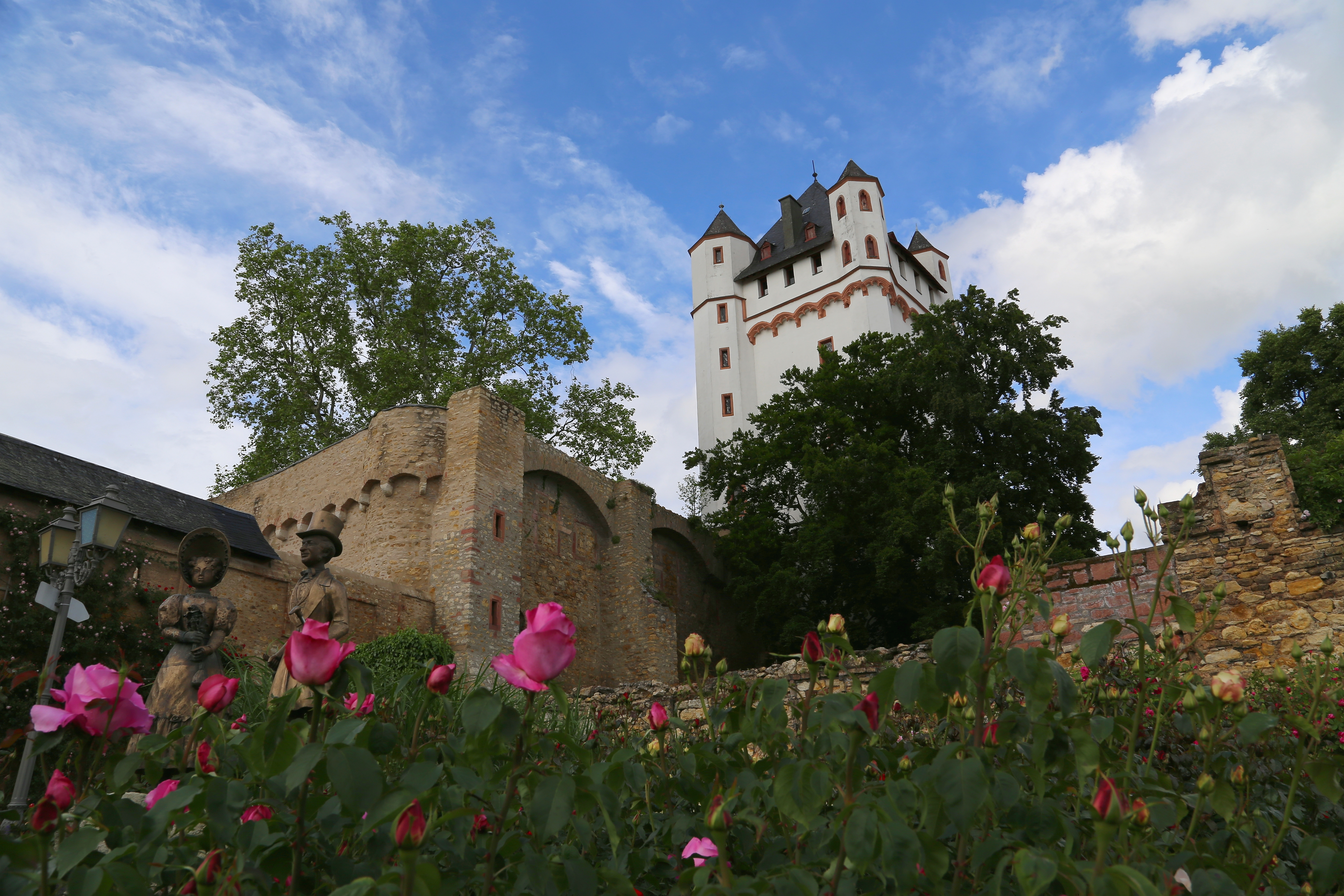